# L'ombra di mille soli
L'ombra di mille soli (Fat Man and Little Boy-Shadow Makers) è un film del 1989 diretto da Roland Joffé e con principali interpreti Paul Newman e John Cusack.
La trama ruota attorno al Progetto Manhattan e alla sua motivazione politica di confronto (con l'Unione Sovietica) più che di ricerca al fine di porre rimedio al conflitto mondiale. 
Newman interpreta il generale Leslie Groves, il capo militare del progetto.
I personaggi di Newman e Dwight Schultz (nel film è Robert Oppenheimer) sono figure centrali e dominano la scena.

## Trama
Nel pieno corso della seconda guerra mondiale, al generale Leslie Groves viene affidato il compito di coordinare un progetto ultra segreto militare volto a battere sul tempo i nemici tedeschi nella costruzione di una bomba atomica, il Manhattan Project.
Groves assume lo scienziato e fisico J. Robert Oppenheimer come coordinatore del progetto civile, ed è pienamente convinto delle straordinarie capacità dell'uomo. Il generale è un uomo tutto d'un pezzo, di carriera, lavora anche per il Pentagono dove è un alto consulente per i progetti top secret.
Le personalità differenti dei due uomini spesso sfociano in diverbi sulla moralità nel costruire un'arma così distruttiva, ma sopprimono sempre le loro coscienze ottemperando agli ordini imposti dal governo.
A Groves viene anche data l'opportunità di scegliere il luogo ove sorgerà il laboratorio per le ricerche; rammentando di alcuni suoi momenti d'infanzia passati in Nuovo Messico, il generale decide che la struttura sarà costruita presso il Los Alamos canyon.
La gente però inizia ad insospettirsi, l'infermiera Kathleen Robinson intuisce qualcosa di losco, quando all'ospedale le si presenta il giovane fisico Michael Merriman, che nonostante le cure muore alcuni giorni dopo il ricovero per le troppe radiazioni assorbite dal suo corpo (episodio, questo, ispirato a quelli realmente accaduti ai fisici Harry Daghlian nel 1945 e Louis Slotin nel 1946).
Il Capitano Richard Schoenfield, durante uno scontro verbale con Robert Oppenheimer seguito al decesso di Merriman, riferisce di esperimenti sugli effetti delle radiazioni del plutonio condotti su anziani dementi presso i laboratori di Oak Ridge.
Al fine di evitare problemi sul risultato finale, si decide di costruire due bombe con base diversa, Fat Man, composta pesantemente da plutonio, e Little Boy, principalmente composta da uranio.
Le due armi si rivelano un successo tra lo stupore generale, e anche se non viene mostrato il bombardamento atomico di Hiroshima e Nagasaki, una voce narrante parla di come l'uomo abbia costruito per la prima volta un'arma in grado di mettere a rischio la sua stessa esistenza.

## Produzione
La lavorazione si è svolta nei dintorni di Durango (Messico) durante l'autunno 1988, sfruttando la sua paesaggistica deserta e desolata, ovvia per ricreare l'ambientazione del deserto americano.
Per ricostruire in ogni dettaglio importante il laboratorio di Los Alamos è servito costruire 35 edifici per un costo sommario di 2.000.000$.

## Accoglienza

### Incassi
Il film si è rivelato al botteghino internazionale un flop economico.

### Critica
Ha riscosso critiche sia positive che negative. Roger Ebert ha ben recensito il film, mentre su Rotten Tomatoes ha una valutazione tiepida del 53%.
Al Festival di Berlino 1990, Roland Joffé è stato candidato all'Orso d'Oro.